# چن یوفی
چن یوفی (انگلیسی: Chen Yufei؛ زادهٔ ۱ مارس ۱۹۹۸) بدمینتون‌باز اهل چین است. وی از سال ۲۰۱۳ میلادی تاکنون مشغول فعالیت بوده‌است.